# Burg Ockenfels

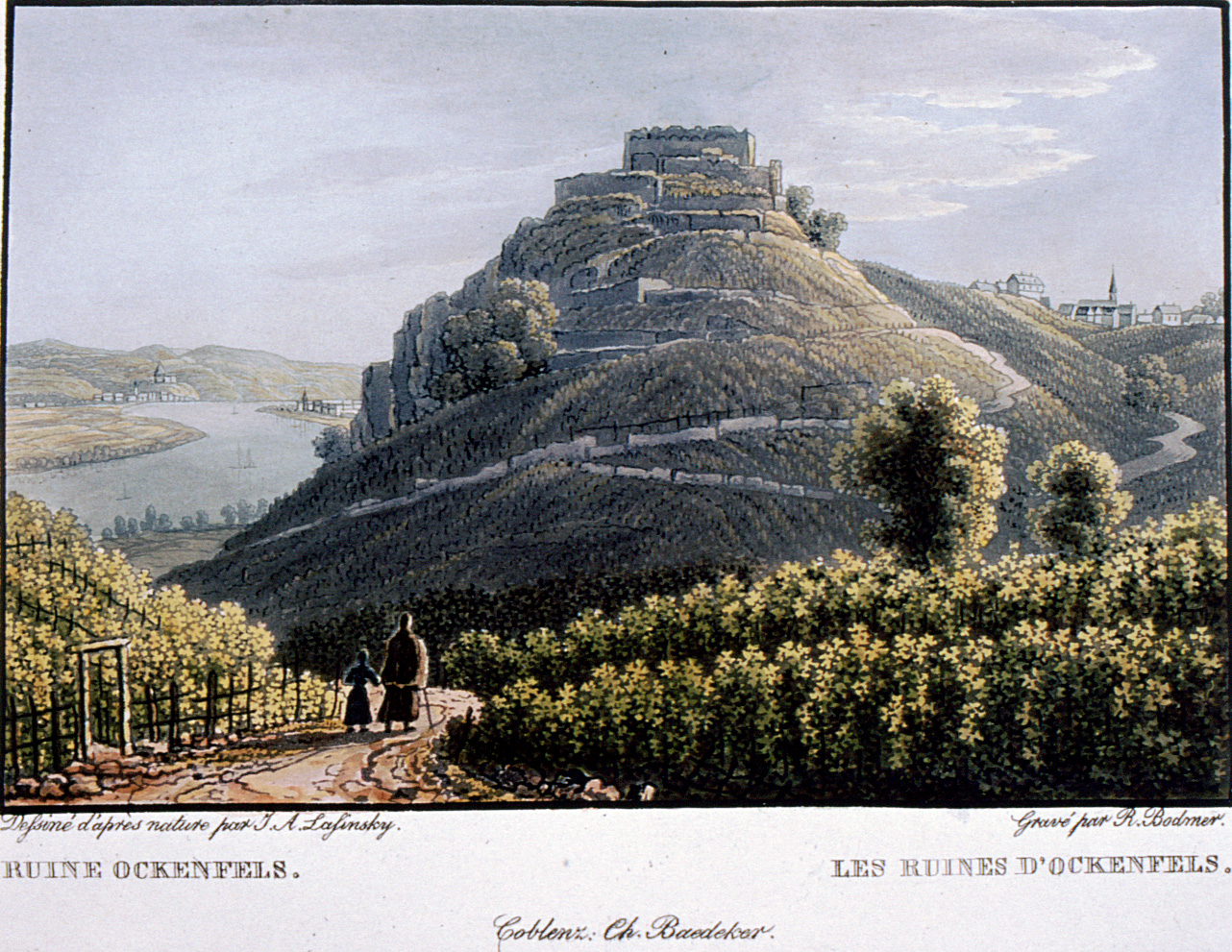
Ruine Ockenfels um 1830

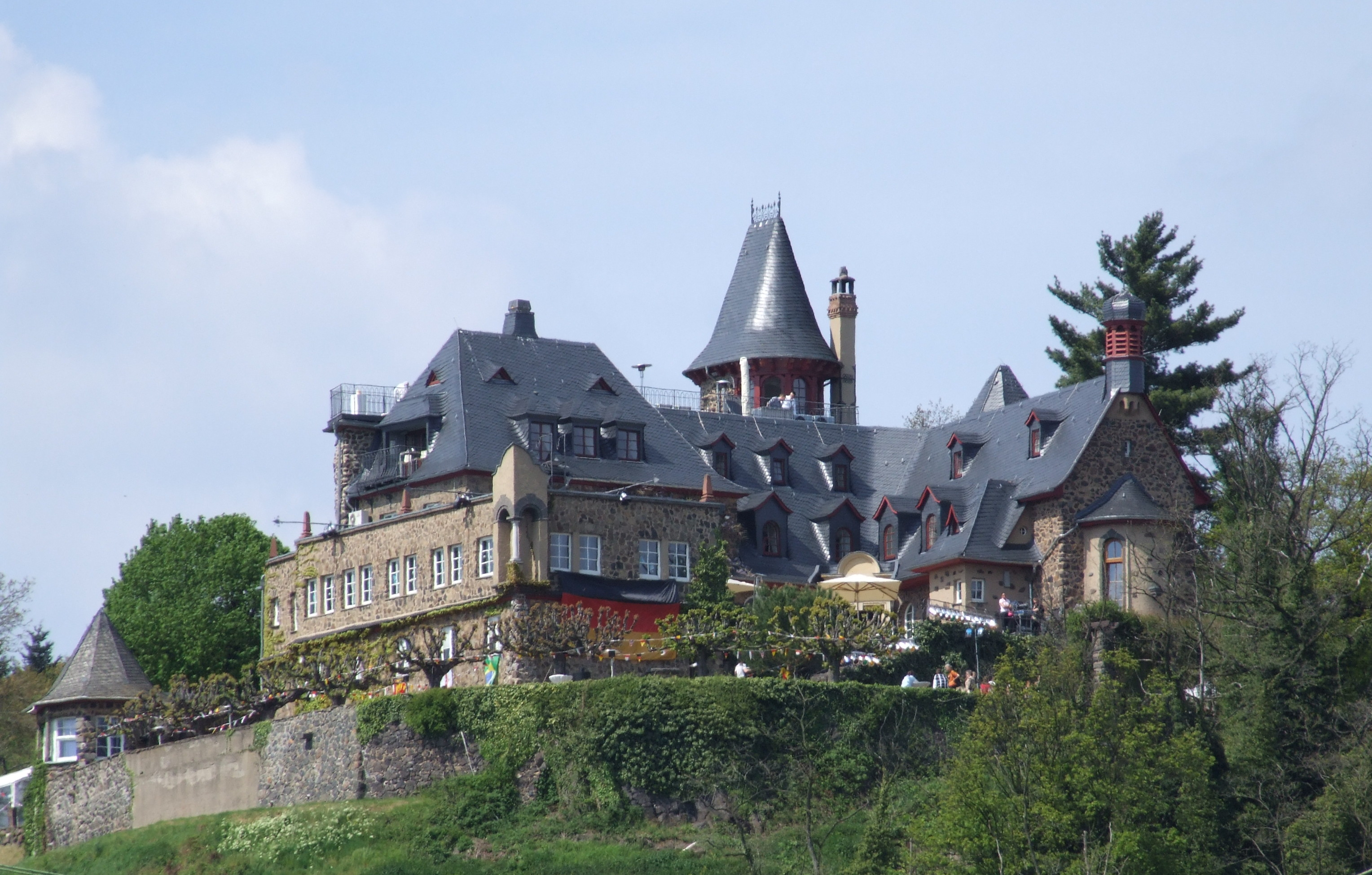
Burg Ockenfels

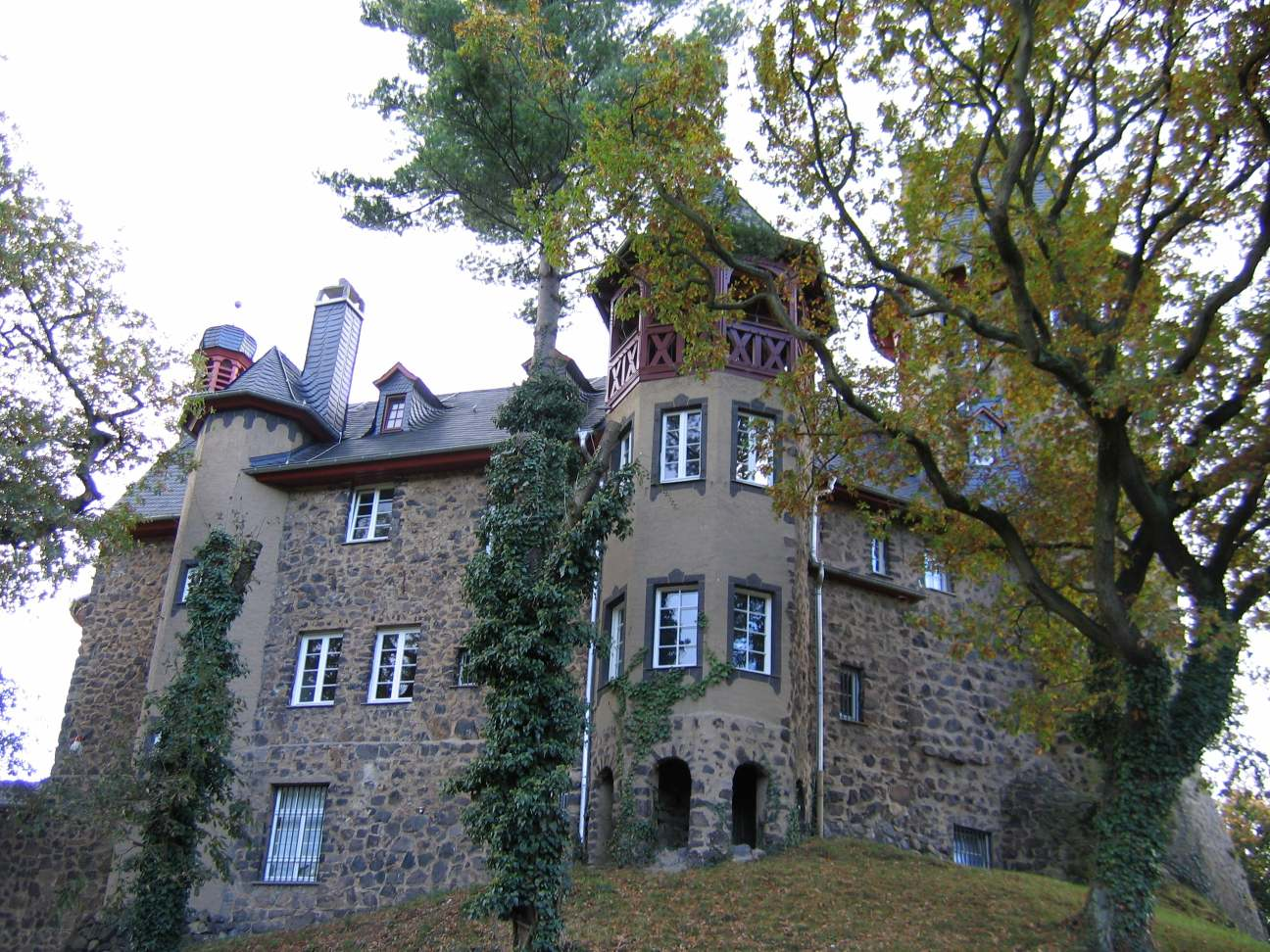
Burg Ockenfels

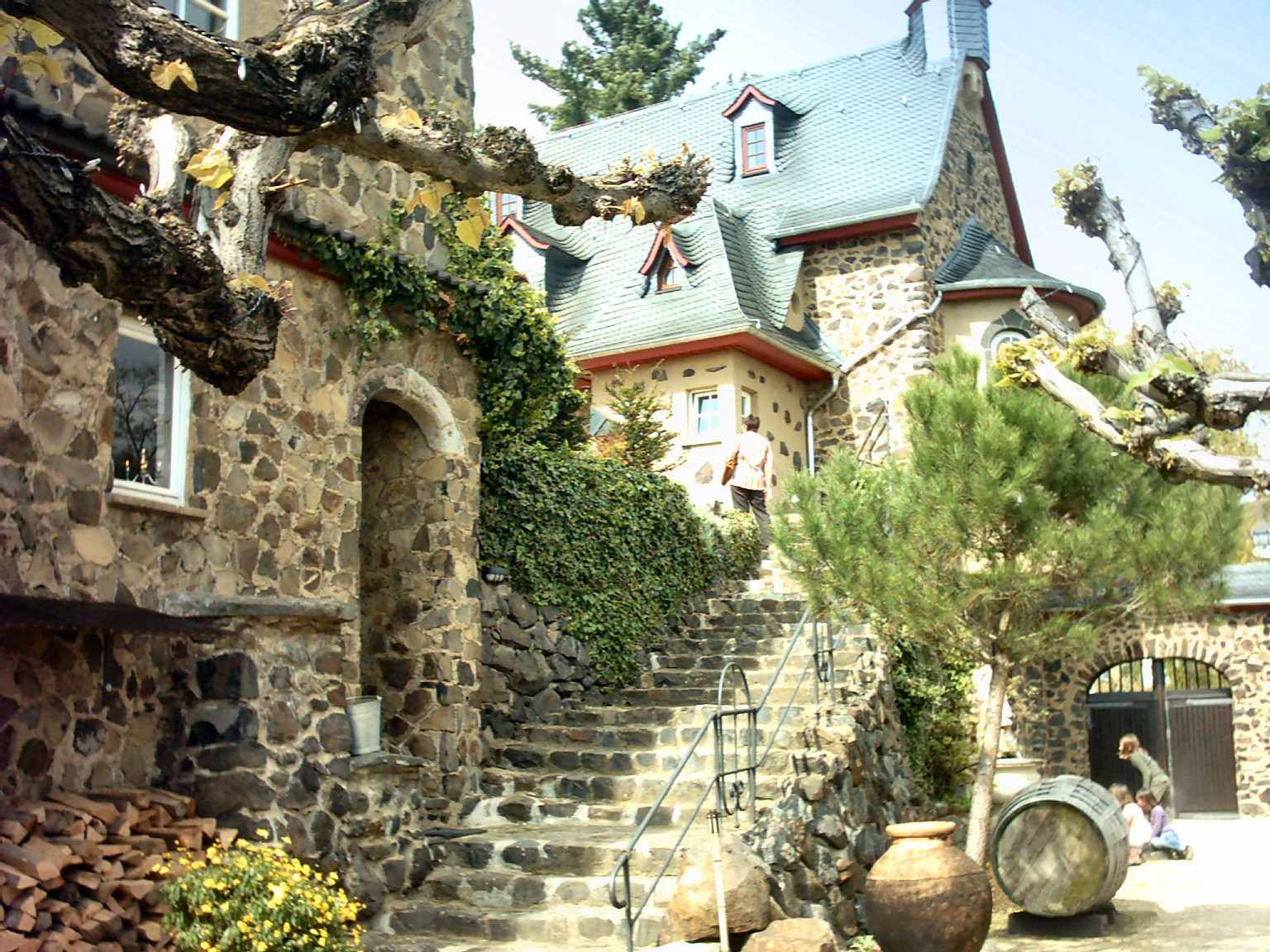
Burg Ockenfels

Die Burg Ockenfels, ursprünglich Burg zur Leyen, ist eine Burg bei Ockenfels auf der Gemarkung von Linz am Rhein im Landkreis Neuwied in Rheinland-Pfalz.

## Lage
Die Höhenburg liegt am Rande eines mäßig ansteigenden Sporns etwa 60 Meter über dem Rhein, knapp ein Kilometer nordwestlich des Stadtzentrums von Linz. Der Rheinsteig führt auf der Teilstrecke von Unkel nach Leubsdorf direkt zur Burg Ockenfels.

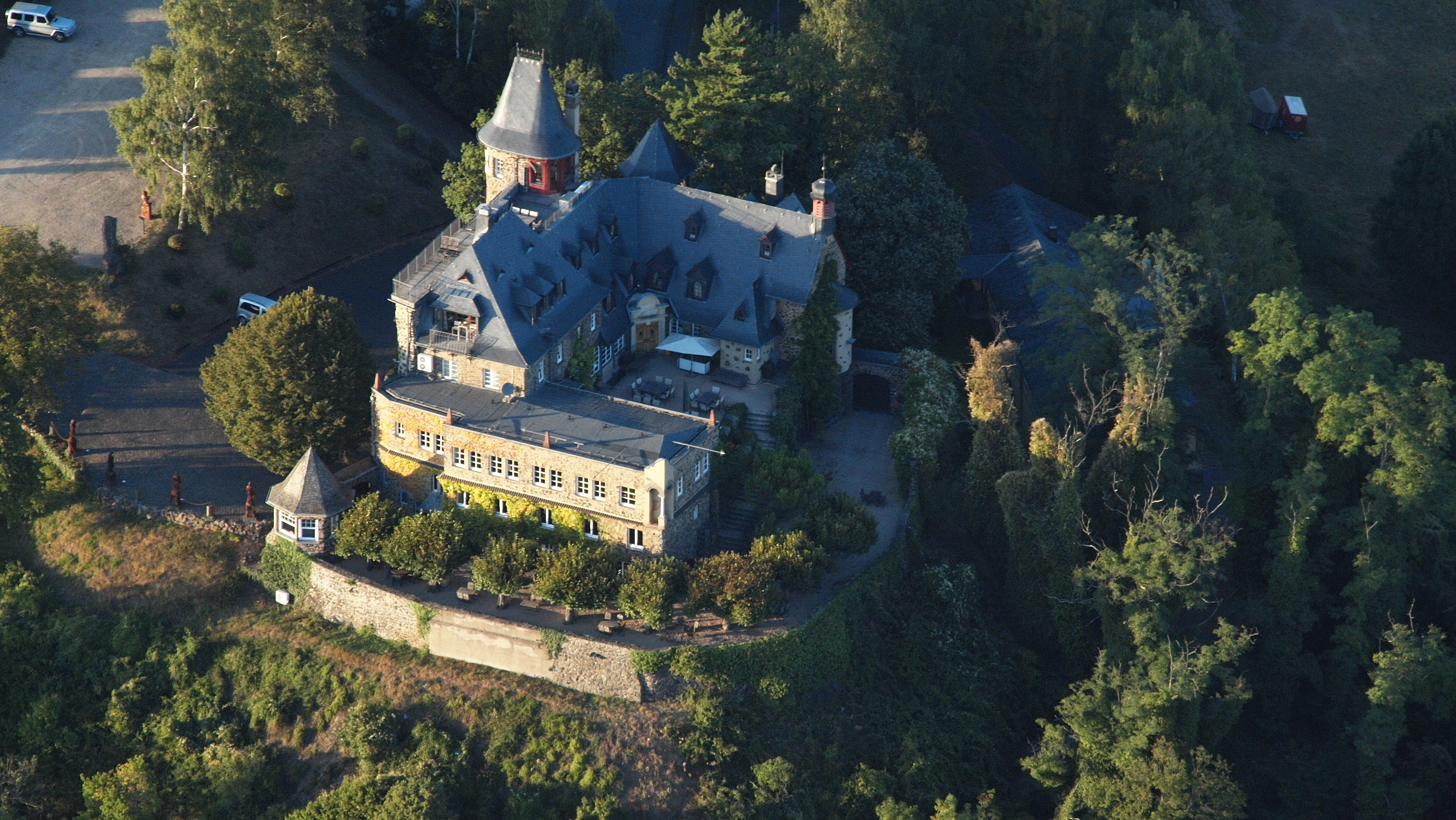
Burg Ockenfels aus südwestlicher Richtung

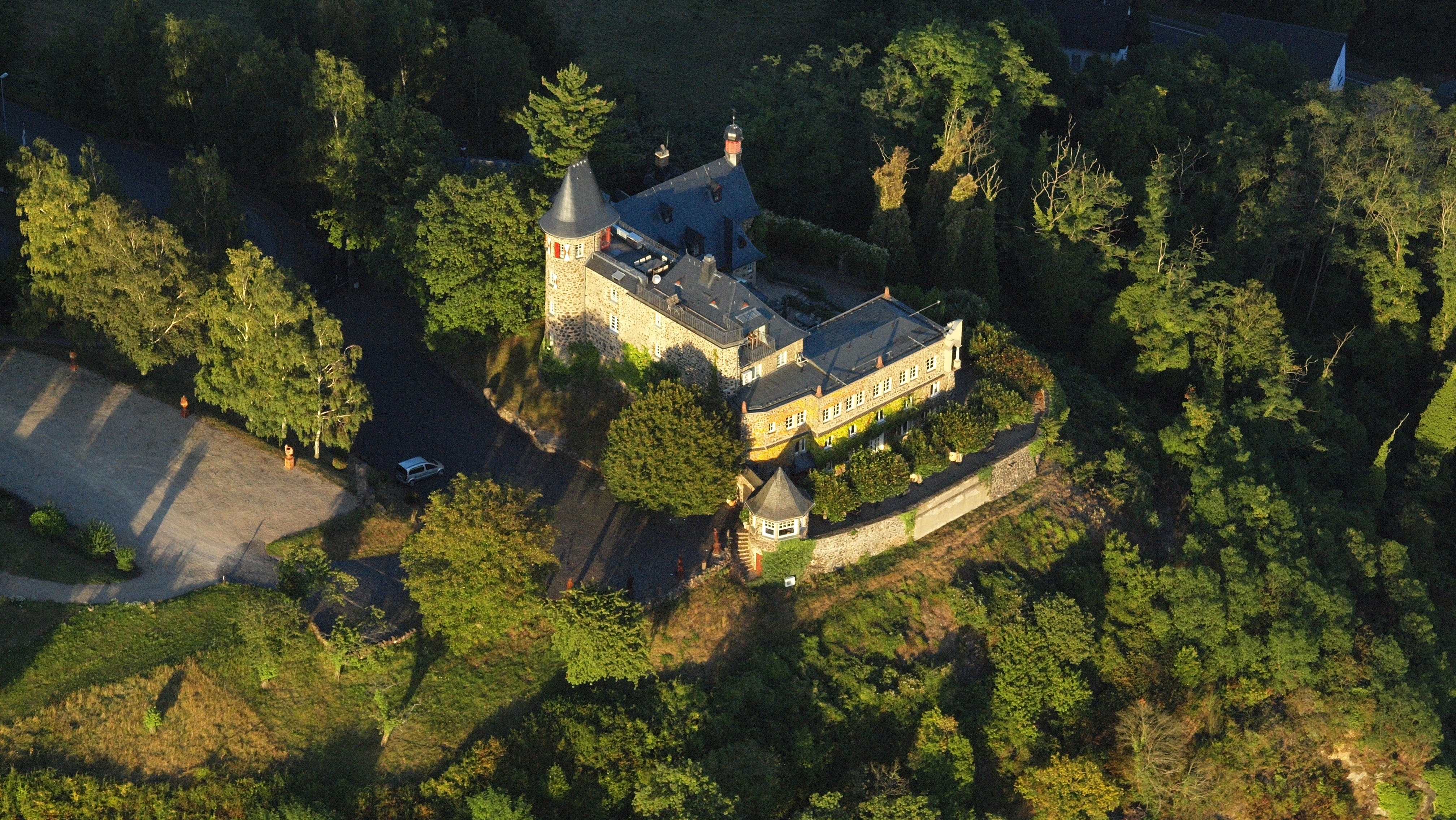
Burg Ockenfels aus nordwestlicher Richtung

## Geschichte
Die Burg zur Leyen, so der ursprüngliche Name, stammt aus dem frühen 13. Jahrhundert. Sie war Stammsitz der Herren zur Leyen und dem Erzstift Köln verpflichtet. 1239 wurde ein Hofgut zu Oberwillscheid als Lehnsgut der „Herren zur Leyen“ bezeugt. 1341 war sie im Besitz des Ritters Johann von der Leyen. 1420 starb der dortige Zweig des Geschlechts von der Leyen in der männlichen Linie aus und der Besitz kam an Rolman von Dattenberg. 1439 wurde die Burg durch Heirat von dessen Tochter Anna von Dattenberg zum Eigentum von Dittrich von Monreal, dessen Nachkommen den Besitz bis 1623 halten konnten. 1475 wurde die Burg bei den Auseinandersetzungen der Kölner Stiftsfehde von Truppen Karls des Kühnen von Burgund zerstört. Die Burg befand sich 1609 als „Starke Veste“ im Besitz des Johann Adam von Hoheneck. 1615 beurkundete Kurfürst Ferdinand von Köln, dass Eberhard Heinrich von Hoheneck allein mit den „Monreal’schen Gütern“ belehnt ist. Dieser verkaufte 1623 kinderlos die Burg mit sämtlichen Lehnsgütern an den kurkölnischen Rat und Hofkontrolleur Georg von Gerolt, der sich in Linz am Rhein niederließ. 1624 wurde Georg von Gerolt vom Kurfürsten mit der Burg belehnt. 
1887 starb mit Friedrich von Gerolt das Geschlecht aus und die Burg wurde zum Besitz der Siedlungsgenossenschaft „Rheinisches Heim“. 1912 kam die Burg mit der Eingemeindung von Linzhausen in die Gemarkung der Stadt Linz und wurde sechs Jahre später zum Besitz der Stadt Linz. 1924 erwarb Vizekonsul Franz Delden die Ruine und ließ sie unter der Leitung von Heinrich Reinhardt bis 1927 unter Berücksichtigung vorhandener Bausubstanz mit Basalt-Bruchsteinen im romantischen Stil der Zeit wieder aufbauen. Die dreiflügelige Anlage hat neben dem Burgfried zwei halbrunde Türme, und einen zur Talseite hin geöffneten Hof.

## Nutzung nach dem Neubau
1936 ging die Burg an die Cellitinnen zur hl. Maria in der Kupfergasse in Köln, die darin ein Erholungs- und Altenheim für ihre Schwestern einrichteten. 1960 wurde sie „Burghotel“ für Erholung und Kurbehandlung. Anschließend wechselte die Burg mehrmals den Besitzer. Mangelnde Nutzungsmöglichkeiten ließen das Gebäude verfallen. 1998 ging die Burg in den Besitz des Kundenzentrums Burg Ockenfels GmbH über und wurde nach Umbauten zum Präsentations- und Verwaltungssitz der Schuhmarke Betula und der Birko Orthopädie des Konzerns Birkenstock.

## Überreste der Burg zur Leyen
Wegen der Zerstörungen, hauptsächlich durch den Kölner Stiftsfehde-Krieg im Jahre 1475, ist heute nicht bekannt, wie die Burg anfangs im Mittelalter ausgesehen hat. Im 19. Jahrhundert wurde die Ruine durch Steinraub bis auf einige Grundmauern, einen Rest der Ringmauer und einen Turmrest abgetragen. Die verbliebenen Reste wurden in den Neubau integriert.